# يوسف حقوي
يوسف حسين حقوي (مواليد 11 أكتوبر 2002) هو لاعب كرة قدم سعودي يلعب حاليًا في نادي العلا.

## مسيرة اللاعب
مثل نادي النصر في الفئات السنية وتم ضمه لقائة الفريق الأول في عام 2023 وأعير إلى نادي الفيحاء في عام 2023 وانتقل بعدها إلى نادي العلا.

## وصلات خارجية
يوسف حقوي على موقع قاعدة بيانات كرة القدم.إي يو (الإنجليزية)